# Classe Reşadiye
A Classe Reşadiye foi uma classe de couraçados encomendada pela Marinha Otomana, composta pelo Reşadiye e Fatih Sultan Mehmed. A construção do primeiro navio começou em 1911 nos estaleiros britânicos da Vickers, enquanto as obras da segunda embarcação começaram em 1914 na Armstrong Whitworth, porém esta foi logo cancelada dois meses depois pelo início da Primeira Guerra Mundial. Os couraçados foram encomendados em resposta ao fortalecimento da rival Marinha Real Helênica no início do século XX e seu projeto foi baseado na Classe King George V da Marinha Real Britânica, mas com uma bateria secundária mais poderosa e dimensões ligeiramente diferentes.
Os couraçados da Classe Reşadiye eram armados com uma bateria principal composta por dez canhões de 343 milímetros montados em cinco torres de artilharia duplas. Tinham um comprimento de fora a fora de 170 metros, boca de 28 metros, calado de oito metros e um deslocamento carregado de mais de 25 mil toneladas. Seus sistemas de propulsão eram compostos por quinze caldeiras a carvão e óleo combustível que alimentavam dois conjuntos de turbinas a vapor, que por sua vez giravam quatro hélices até uma velocidade máxima de 21 nós (39 quilômetros por hora). Os navios também tinham um cinturão principal de blindagem cuja espessura ficava entre 102 e 305 milímetros.
A Primeira Guerra Mundial começou em julho de 1914 e a Marinha Real Britânica tomou o Reşadiye e o comissionou no mês seguinte como HMS Erin. Ele passou a maior parte da guerra realizando surtidas e patrulhas no Mar do Norte como parte da Grande Frota, entrando em combate apenas uma vez em meados de 1916 na Batalha da Jutlândia, porém não chegou a disparar seus canhões principais durante o confronto por falta de oportunidade. Atuou por mais alguns anos depois do fim do conflito até set colocado na reserva em outubro de 1920 e transformado em um navio-escola. Foi descartado em 1922 pelos termos do Tratado Naval de Washington e desmontado no ano seguinte.

## Antecedentes
A Marinha Otomana tinha definhado desde a década de 1870, resultado de décadas de falta de financiamento para novos navios, manutenção ruim para os existentes e nenhum regime de treinamento sério. Esforços de modernização ocorreram em surtos durante esse período, incluindo a tentativa fracassada na década de 1890 de construir o couraçado pré-dreadnought Abdül Kadir e um grande programa de reconstrução após a Guerra Greco-Turca de 1897, que destacou a condição péssima da frota. O governo começou a avaliar seriamente a compra de navios no exterior a partir de 1909 com o objetivo de fazer frente contra a força cada vez maior da Marinha Real Helênica, particularmente depois da aquisição do cruzador blindado Georgios Averof. Os otomanos compraram em 1910 dois pré-dreadnoughts alemães da Classe Brandenburg como um tapa-buraco, que se tornaram o Barbaros Hayreddin e Turgut Reis.
O governo otomano começou a procurar novos navios para comprar em 1911, entrando primeiro em contato com os estaleiros britânicos da Armstrong Whitworth sobre a possibilidade de adquirir o dreadnought Rio de Janeiro, então em construção para a Marinha do Brasil, mais o Minas Geraes, construído no mesmo estaleiro e que no ano anterior tinha sido comissionado na frota brasileira. Estas conversas foram infrutíferas, assim os otomanos entraram em contato com a Vickers. Douglas Gamble, que tinha anteriormente atuado como consultor naval para o Império Otomano, preparou dois projetos, com o primeiro sendo escolhido e um navio encomendado. Um segundo couraçado de mesmo projeto foi encomendado em abril de 1914.
A encomenda do primeiro couraçado iniciou uma corrida armamentista entre o Império Otomano e a Grécia. Esta encomendou em 1912 o couraçado Salamis em resposta, fazendo os otomanos retomarem sua tentativa de comprar o Rio de Janeiro. Isto foi alcançado em janeiro de 1914, sendo renomeado para Sultan Osman-ı Evvel. Os gregos por sua vez encomendaram um segundo couraçado, o Vasilefs Konstantinos, forçando os otomanos a encomendarem um segundo membro da Classe Reşadiye.

## Projeto
O projeto da Classe Reşadiye foi baseado na Classe King George V da Marinha Real Britânica, com alguns melhoramentos que tinham sido incorporados na sucessora Classe Iron Duke. A Classe Reşadiye tinha sua torre de artilharia de meia-nau instalada um convés acima do que os navios britânicos, o que melhorava sua capacidade de disparar em mares bravios. Também tinha uma bateria secundária mais poderosa, formada por canhões de 152 milímetros em comparação com os de 102 milímetros da Classe King George V. O casco era mais curto e mais largo, o que melhorava seu raio de curva, porém o deslocamento menor forçou reduções na blindagem e carregamento de carvão.

### Características
A Classe Reşadiye tinha 170,54 metros de comprimento de fora a fora, uma boca de 27,91 metros, um calado de 8,66 metros e um deslocamento projetado de 23 mil toneladas. Em serviço, o deslocamento normal do Erin era de 22 780 toneladas e seu deslocamento carregado de 25 250 toneladas. O navio foi finalizado com um único mastro de tripé no alto de sua torre de comando, tendo uma gávea no alto para ajudar na mira dos canhões. Sua tripulação foi planejada para ser de 1 070 oficiais e marinheiros.
O sistema de propulsão era composto por quinze caldeiras Babcock & Wilcox de tubos d'água mistas de carvão e óleo combustível que alimentavam duas turbinas a vapor Parsons, cada um girando duas hélices. A exaustão das caldeiras ocorria por duas chaminés próximas uma da outra diretamente à ré da torre de comando. Este sistema tinha uma potência indicada de 26,9 mil cavalos-vapor (19,8 mil quilowatts) para uma velocidade máxima de 21 nós (39 quilômetros por hora). Podia carregar 2 120 toneladas de carvão e 710 toneladas de óleo combustível, o que proporcionava uma autonomia de 5,1 mil milhas náuticas (9,4 mil quilômetros) a dez nós (dezenove quilômetros por hora).

### Armamento e blindagem
O armamento principal era composto por dez canhões Marco VI calibre 45 de 343 milímetros montados em cinco torres de artilharia duplas, duas sobrepostas à vante da superestrutura, duas sobrepostas à ré e uma à meia-nau. As torres podiam abaixar até três graus negativos e elevar até vinte graus. As duas torres de vante e as duas de ré tinham um arco de disparo de trezentos graus, enquanto a torre de meia-nau tinha um arco de trinta a 150 graus para cada lado. Os canhões disparavam projéteis perfurantes e altamente explosivos de 635 quilogramas a uma velocidade de saída de 745 metros por segundo, tendo um alcance de 21,1 quilômetros em elevação máxima e cadência de tiro de 1,5 a dois disparos por minuto. Apenas dez armas Marco VI foram produzidas, assim quando elas precisavam de realinhamento eram substituídas por canhões Marco V com cargas de propelentes especiais a fim de se adequar às características balísticas da Marco VI. Cada canhão tinha um carregamento de oitenta projéteis.
O armamento secundário tinha dezesseis canhões Marco XVI calibre 50 de 152 milímetros montados em casamatas no convés superior, oito de cada lado. Estas armas podiam abaixar até sete graus negativos e elevar até quinze graus, tendo um arco de disparo de 160 graus. Disparavam projéteis de 45,3 quilogramas a uma velocidade de saída de 914 metros por segundo, tendo um alcance máximo de 13,3 quilômetros e cadência de tiro de cinco a sete disparos por minuto. Além disso, o Erin foi equipado com seis Hotchkiss de 57 milímetros e posteriormente dois canhões antiaéreos Marco I de 76 milímetros. Também haviam quatro tubos de torpedo de 530 milímetros, dois em cada lateral.
O cinturão principal de blindagem tinha 305 milímetros de espessura sobre a parte central, reduzindo-se para 102 milímetros em direção da popa e da proa. As anteparas transversais em cada extremidade do cinturão tinham 203 milímetros. A proteção horizontal consistia de um convés blindado com 76 milímetros de espessura na parte central, onde cobria os depósitos de munição e salas de máquinas, reduzindo-se para 38 milímetros em outras áreas. A torre de comando de vante tinha laterais de 305 milímetros. As torres de artilharia tinham 279 milímetros, ficando em cima de barbetas cuja parte superior tinha 254 milímetros, reduzindo-se para 76 milímetros atrás do cinturão principal.

## Navios

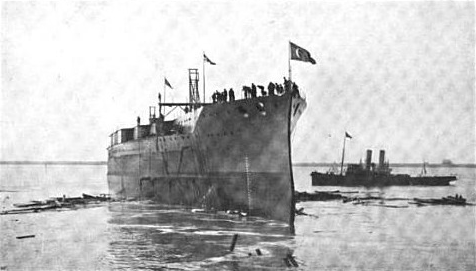
O Reşadiye logo depois do seu lançamento em 3 de setembro de 1913

O Reşadiye, o primeiro navio da classe, foi encomendado em 8 de junho de 1911. As obras foram paralisadas em 1912 depois do início da Primeira Guerra Balcânica pela possibilidade de que o governo otomano talvez ficasse sem dinheiro. A construção foi retomada em maio de 1913, depois do fim do conflito. Um segundo navio chamado Fatih Sultan Mehmed foi encomendado em 29 de abril de 1914 em resposta à encomenda do couraçado grego Vasilefs Konstantinos. Os trabalhos de construção foram paralisados no final de julho de 1914 por ordens do governo britânico, resultado das tensões cada vez maiores que culminaram no início da Primeira Guerra Mundial. O pouco material que já tinha sido reunido foi desmontado na própria rampa de lançamento em agosto.
Há certa confusão sobre o número exato de navios que fariam parte da Classe Reşadiye. Algumas fontes relatam dois navios diferentes chamados Reşadiye e Mehmed Reşad V, mas na realidade eram a mesma embarcação, originalmente encomendada sob o segundo nome que foi depois alterado para o primeiro durante a construção. Similarmente, o Fatih Sultan Mehmed é às vezes chamado de apenas Fatik ou Fatih. Algumas vezes também é relatado que um terceiro couraçado chamado Reshad-ı-Hamiss foi encomendado em 1911 para ser construído pela Armstrong Whitworth e cancelado em 1912, porém outras fontes com acesso aos arquivos do estaleiro afirmam que os otomanos originalmente encomendaram apenas um navio. Esta última questão provavelmente vem do fato de que o Reşadiye foi construído pela Vickers, mas encomendado com um projeto e armamentos da Armstrong Whitworth, além do fato de que Mehmed Reşad V e Reshad-ı-Hamiss são o mesmo nome, porém em idiomas otomanos diferentes.
| Navio               | Construtor | Batimento            | Lançamento          | Comissionamento      | Destino            |
| ------------------- | ---------- | -------------------- | ------------------- | -------------------- | ------------------ |
| Reşadiye            | Vickers    | 1º de agosto de 1911 | 3 de agosto de 1913 | 19 de agosto de 1914 | Desmontado em 1923 |
| Fatih Sultan Mehmed | Vickers    | 11 de junho de 1914  | —                   | —                    | Cancelado em 1914  |

## História

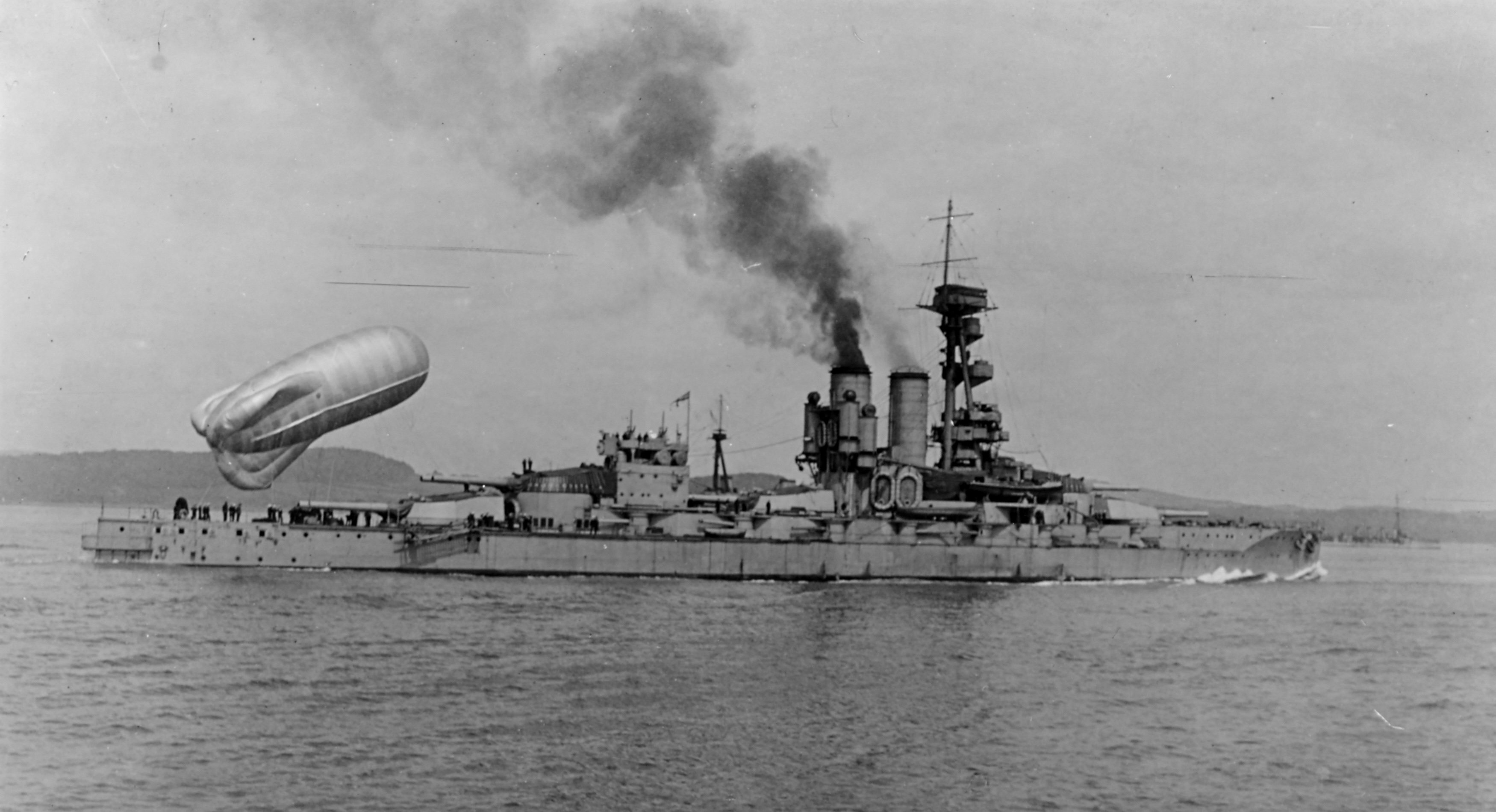
O Erin em 1918 com um balão de observação atracado na popa

Os britânicos adiaram em 21 de julho de 1914 a entrega do Reşadiye e Sultan Osman-ı Evvel enquanto as tensões na Europa cresciam após o assassinado do arquiduque Francisco Fernando em 28 de junho. Esta ação fez com que Ahmed Djemal, o Ministro da Marinha otomano, fizesse um protesto por meio da França na esperança de poder conseguir a entrega dos navios. Um navio levando tripulações para os dois couraçados deixou Constantinopla em 4 de agosto, mas foi chamado de volta três dias depois depois do governo ter sido informado que as embarcações não seriam entregues. Winston Churchill, o Primeiro Lorde do Almirantado, ordenou em 29 de julho que a Marinha Real segurasse os navios e impedisse que qualquer otomano subisse a bordo. Marinheiros britânicos formalmente tomaram os couraçados dois dias depois. Estas ações foram ilegais já que o Reino Unido ainda não estava em guerra, com o embaixador britânico em Constantinopla informando os otomanos em 3 de agosto sobre a tomada.
O Reşadiye foi renomeado para HMS Erin, juntando-se em setembro à 2ª Esquadra de Batalha da Grande Frota, onde serviu por toda a duração do conflito. Passou a maior parte da guerra realizando patrulhas no Mar do Norte. Participou em meados de 1916 da Batalha da Jutlândia, sendo o quarto couraçado da linha de batalha britânica. Não chegou a disparar seus canhões principais durante a batalha por falta de oportunidade, o único couraçado britânico a não tê-lo feito, disparando apenas seis projéteis de sua bateria secundária. Depois do fim da guerra foi colocado na reserva como sua capitânia. O Reino Unido assinou o Tratado Naval de Washington em 1922 e inicialmente planejou manter o Erin como navio-escola sob os termos do tratado, mas os planos mudaram e assim o couraçado foi listado para descarte. Foi vendido para desmontagem em dezembro de 1922, sendo desmontado no ano seguinte pela Cox & Danks.